# Tazilly
Tazilly est une commune française située dans le département de la Nièvre, en région Bourgogne-Franche-Comté.
Ses habitants sont appelés les Tazillycois.

## Géographie

Tazilly se trouve à 7 km au sud-ouest de Luzy.

Tazilly appartient au pays de Luzy, à l'extrême sud du département de la Nièvre, limitrophe du Bas-Morvan. Le paysage est un bocage bas, parsemé de forêts de feuillus.

### Climat
Pour des articles plus généraux, voir Climat de la Bourgogne-Franche-Comté et Climat de la Nièvre.
En 2010, le climat de la commune est de type climat océanique dégradé des plaines du Centre et du Nord, selon une étude du Centre national de la recherche scientifique s'appuyant sur une série de données couvrant la période 1971-2000. En 2020, Météo-France publie une typologie des climats de la France métropolitaine dans laquelle la commune est exposée à un climat océanique altéré et est dans la région climatique  Centre et contreforts nord du Massif Central, caractérisée par un air sec en été et un bon ensoleillement. 
Pour la période 1971-2000, la température annuelle moyenne est de 10,6 °C, avec une amplitude thermique annuelle de 16,4 °C. Le cumul annuel moyen de précipitations est de 903 mm, avec 12,5 jours de précipitations en janvier et 7,6 jours en juillet. Pour la période 1991-2020, la température moyenne annuelle observée sur la station météorologique de Météo-France la plus proche, « Avrée », sur la commune d'Avrée à 7 km à vol d'oiseau, est de 11,7 °C et le cumul annuel moyen de précipitations est de 884,8 mm. 
La température maximale relevée sur cette station est de 40,5 °C, atteinte le 24 juillet 2019 ; la température minimale est de −13,9 °C, atteinte le 7 février 2012,,. 
Les paramètres climatiques de la commune ont été estimés pour le milieu du siècle (2041-2070) selon différents scénarios d'émission de gaz à effet de serre à partir des nouvelles projections climatiques de référence DRIAS-2020. Ils sont consultables sur un site dédié publié par Météo-France en novembre 2022.

## Urbanisme

### Typologie
Au 1er janvier 2024, Tazilly est catégorisée commune rurale à habitat très dispersé, selon la nouvelle grille communale de densité à sept niveaux définie par l'Insee en 2022.
Elle est située hors unité urbaine et hors attraction des villes,.

### Occupation des sols
L'occupation des sols de la commune, telle qu'elle ressort de la base de données européenne d’occupation biophysique des sols Corine Land Cover (CLC), est marquée par l'importance des territoires agricoles (81 % en 2018), une proportion identique à celle de 1990 (81 %). La répartition détaillée en 2018 est la suivante : prairies (61,7 %), zones agricoles hétérogènes (19,3 %), forêts (18,2 %), milieux à végétation arbustive et/ou herbacée (0,8 %). L'évolution de l’occupation des sols de la commune et de ses infrastructures peut être observée sur les différentes représentations cartographiques du territoire : la carte de Cassini (XVIIIe siècle), la carte d'état-major (1820-1866) et les cartes ou photos aériennes de l'IGN pour la période actuelle (1950 à aujourd'hui).

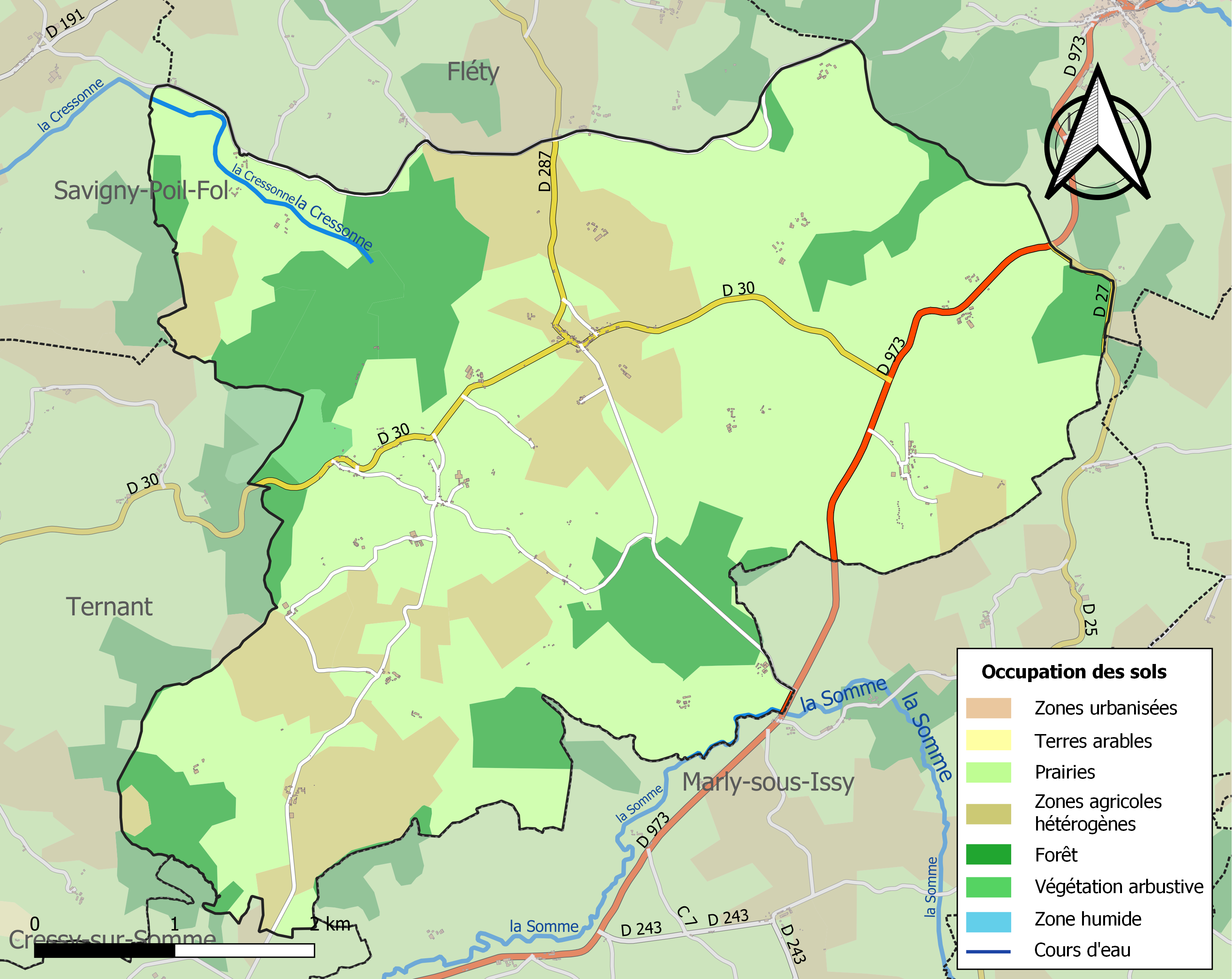
Carte des infrastructures et de l'occupation des sols de la commune en 2018 (CLC).

## Histoire
À l'époque gallo-romaine, Tazilly est situé sur le parcours de la voie romaine reliant Autun à Decize.
À l'époque moderne, les terres de Tazilly dépendent principalement des seigneurs de Ternant.
En 1855, une partie du territoire de Tazilly devient la commune de Fléty.

## Politique et administration
| Période                                  | Période   | Identité      | Étiquette | Qualité     |
| ---------------------------------------- | --------- | ------------- | --------- | ----------- |
| mars 2001                                | mars 2014 | Georges Sotty |           | Retraité    |
| mars 2014                                | En cours  | Pascal Guerin |           | Agriculteur |
| Les données manquantes sont à compléter. |           |               |           |             |

## Démographie
L'évolution du nombre d'habitants est connue à travers les recensements de la population effectués dans la commune depuis 1793. Pour les communes de moins de 10 000 habitants, une enquête de recensement portant sur toute la population est réalisée tous les cinq ans, les populations de référence des années intermédiaires étant quant à elles estimées par interpolation ou extrapolation. Pour la commune, le premier recensement exhaustif entrant dans le cadre du nouveau dispositif a été réalisé en 2006.

En 2022, la commune comptait 184 habitants, en évolution de −8,91 % par rapport à 2016 (Nièvre : −3,28 %, France hors Mayotte : +2,11 %).
| 1793 | 1800  | 1806 | 1821 | 1831  | 1836  | 1841  | 1846  | 1851  |
| ---- | ----- | ---- | ---- | ----- | ----- | ----- | ----- | ----- |
| 776  | 1 053 | 960  | 973  | 1 241 | 1 278 | 1 247 | 1 230 | 1 213 |

| 1856 | 1861 | 1866 | 1872 | 1876 | 1881 | 1886 | 1891 | 1896 |
| ---- | ---- | ---- | ---- | ---- | ---- | ---- | ---- | ---- |
| 699  | 664  | 728  | 692  | 748  | 830  | 880  | 927  | 914  |

| 1901 | 1906 | 1911 | 1921 | 1926 | 1931 | 1936 | 1946 | 1954 |
| ---- | ---- | ---- | ---- | ---- | ---- | ---- | ---- | ---- |
| 853  | 918  | 869  | 736  | 696  | 617  | 607  | 557  | 516  |

| 1962 | 1968 | 1975 | 1982 | 1990 | 1999 | 2006 | 2011 | 2016 |
| ---- | ---- | ---- | ---- | ---- | ---- | ---- | ---- | ---- |
| 457  | 408  | 357  | 347  | 250  | 253  | 254  | 247  | 202  |

| 2021 | 2022 | - | - | - | - | - | - | - |
| ---- | ---- | - | - | - | - | - | - | - |
| 186  | 184  | - | - | - | - | - | - | - |

## Économie
L'économie est essentiellement agricole (élevage bovin de race charolaise) et touristique (camping).

## Lieux et monuments
- Le menhir de Tazilly (lieu-dit : Bois Billaud), monolithe également dénommé pierre de Chigy demeuré longtemps enfoui (longueur totale : 4,50 mètres) et qui, en 1986, fut dégagé puis re-érigé (24 octobre) en bordure de la D 973, à quelque 120 mètres de son emplacement initial, par le Groupe nivernais de recherches archéologiques sous la direction de Jean Arnoux, archéologue à Luzy, en lien avec la direction des antiquités préhistoriques de Bourgogne[17]. Lors de cette opération, une fosse à incinération – probablement de l'âge du bronze – a été mise au jour (des os, des fragments de boites crâniennes et une hachette polie y furent retrouvés)[18].
- Château de Chigy (XIXe siècle).
- Château de Ponay (XIXe siècle, en remplacement d'un édifice du XVIIIe siècle).
- Ferme de Marsandet (XVIIe siècle, fortement remaniée depuis).